# Ato de Vercelli
Ato de Vercelli ou Ato II (em latim: Atto Vercellensis; 885–31 de dezembro de 961 (76 anos)) foi um lombardo que tornou-se bispo de Vercelli em 924. Serviu ainda como grão-chanceler de Hugo da Provença e Lotário II, ambos reis da Itália no século X. Durante seu mandato como bispo, Ato ficou conhecido por sua dedicação ao bem-estar de seu rebanho, tanto temporal quanto espiritual, e o vigor com que atacou a corrupção eclesiástica. Durante sua longa vida, escreveu muitos livros, entre eles o "Polypticum", um tratado sobre a situação moral da Itália em sua época, "De pressuris ecclesiasticis", um ensaio sobre a autoridade eclesiástica e "Capitulare", uma coleção de leis canônicas de sua região, incluindo algumas das "Falsas Decretais", acrescidas por materiais próprios. Uma pequena seleção de seus sermões também sobreviveu.

## Primeiros anos
Ato nasceu por volta de 885 numa família nobre lombarda e seu pai chamava-se Aldegário. Através de suas obras, sabemos que dominou cedo o latim, a língua comum na Itália na época, e o grego, o que era raro, o que indica que teve uma boa educação, como seria de se esperar de um membro de família nobre. Nada mais se sabe sobre este período de sua vida.

## Bispo de Vercelli
A ascensão de Ato a bispo de Vercelli foi consequência de um violento ataque à cidade de Pavia por um exército invasor de origem magiar que havia invadido a Itália e chegaram às portas da cidade em 12 de março de 924. Ragemberto, predecessor de Ato, estava em Pavia e morreu no evento, o que deixou a cátedra episcopal livre para Ato, que deve ter sido um membro proeminente do clero da cidade para ser considerado para a posição. O episcopado colocou Ato em contato com homens muito poderosos, incluindo Hugo da Provença, o rei da Itália, Lotário II, filho e sucessor dele, e o marquês Berengário II, servindo como grão-chanceler dos dois primeiros. Em maio de 950, quando Lotário assumiu o trono, Ato demonstrou que não concordava com os modos injustos do garoto, mas não conseguiu mudá-lo, uma vez que só podia aconselhá-lo.

## Zelo religioso e corrupção na Igreja

O fragmentado Império Carolíngio em 915, mostrando o Reino da Itália embaixo, com os Estados Papais em amarelo.

Ato se preocupava muito com o bem-estar do rebanho de sua diocese, tanto secular quanto espiritualmente, e não aprovava o uso de horóscopos para ajudar a tomar decisões da vida, como o matrimônio. Ele não proibiu completamente, porém, o uso da astrologia, pois afirmava que Deus havia criado as estrelas para uso dos homens, seguindo o pensamento comum de sua época. Por isto, ele encorajava a aplicação prática da astrologia como metodologia para contagem das horas, navegação e previsão do tempo.
Ele se preocupava muito também com a corrupção moral de seus fieis: num sermão de Páscoa, atacou entretenimentos públicos como peças de teatro, particularmente as realizadas nas semanas da Quaresma ou na Semana Santa. Seu argumento era que este tipo de entretenimento fora fabricado pelos infames "demônios" Liberus e Vênus como instrumento para incitar a depravação.
Seu zelo espiritual foi, de forma mais contundente, dirigido à própria igreja, principalmente o clero do norte da Itália. Ele notou o uso de superstições pagãos em seus paroquianos, acreditava que isso era por relaxo do clero, que "claramente não eram particularmente dedicados aos seus deveres pastorais". Ato não se furtou a prescrever punições para os padres que estavam negligenciando ou enganando seus rebanhos e queria corrigir o crescente problema da vida sexual dos padres. Ele descobriu que muitos clérigos que estavam, por decreto do Concílio de Niceia, obrigados ao celibato, estavam fornicando com mulheres. Estes clérigos inventavam desculpas para manter mulheres junto de si, mas nada disso foi suficiente para enganar o bispo. Porém, ele não ameaçou puni-los, só aconselhou-os fortemente a pararem. É mais provável, porém, que sua influência fosse muito pouca em assuntos tão ligados à natureza humana, como este.
Ato era contra outras práticas da Igreja também. Na Alta Idade Média, era muito lucrativo para os clérigos venderem panos bentos, como toalhas de altar ou roupas de padres, a famílias que desejavam levar seus seus mortos para serem enterrados com algum artigo litúrgico com o objetivo de assegurar ao morto uma viagem segura à vida eterna. Ato não desaprovou o ato por causa da venda em si</ref> e sim por que qualquer item utilizado para este fim terminaria poluído e não poderia mais ser utilizado na missa</ref>. Novamente, ele via no ato uma falha do clero e não do povo: em sua opinião, os envolvidos não sabiam cuidar direito dos artigos que eram tão importantes para as cerimônias sagradas.
Nos séculos antes de Ato, clérigos de todas as classes sociais se aconselhavam com mágicos ou adivinhadores, uma prática que acabou na metade do século IX. Inexplicavelmente, Ato achou por bem aconselhar seus ministros sobre o problema, embora haja pouca evidência de que se tratava de um problema disseminado.

## Obras
O corpus literário de Ato de Vercelli sobreviveu parcialmente e é largamente de teor educativo. Seus sermões podem ser encontrados em antologias modernas, como o "Sobre o Domingo de Ramos" (sermão VII), disponível na obra de Ray Perry (1948). Além das obras maiores, detalhadas abaixo, Ato escreveu ainda "Exposição sobre as Epístolas de São Paulo", um comentário que deve ter servido para educar o clero de Vercelli. Uma pequena coleção das cartas de Ato também sobreviveu, provavelmente compilada a partir dos códices de Vercelli e da Biblioteca Vaticana. Nela constam nove cartas escritas por Ato e duas destinadas a ele.

### De pressuris ecclesiasticis
A primeira de suas grandes obras, "De pressuris ecclesiasticis", foi escrita por volta de 940 e é por vezes referida pelo seu título completo, "De pressuris eclesiasticis libellus", que significa "Livro das Pressões da Igreja". Ela trata da jurisdição da Igreja e sua lei, condenando os maus-tratos aos leigos. Além disso, Ato prova falsas as acusações contra o clero, incluindo temas sobre a ordenação de clérigos, especialmente para posições de bispo, e também considera imerecidas as expropriações de propriedades da Igreja depois da morte do bispo.

### Polypticum
Também chamada de "Perpendiculum" (que pode significar "perpendicular", "linha" ou "despencar"), esta obra parece ter sido completada já no final da vida de Ato, possivelmente nos seus últimos meses. É possível também que ela tenha sido enviada para um amigo ou colega de Ato, que escreveu o prefácio utilizando um latim similar ao de Ato antes de publicá-la. Já se sugeriu que apenas as primeiras duas edições da obra estão na caligrafia do próprio Ato e que o mencionado amigo ou colega pode tê-la falsificado nas edições posteriores do texto. A obra em si discute a problemática atmosfera social do Reino da Itália, ainda que de forma obscura. Ela satiriza as disputas políticas entre os príncipes e a nobreza de sua época e revela o desgosto e pessimismo de Ato sobre seu próprio tempo.

### Canones: Direito canônico
A atribuição a Ato desta compilação de leis canônicas é discutível. Linda Fowler-Magerl chama a obra, que tem um longo título, "Capitula canonum excerptarum de diversis conciliis decretalibus statutis atque epistolis congruentium ad forense iudicium tempore domini Attonis episcopi" ("Capítulos selecionados dos cânones sobre os diversos estatutos decretais e suas correspondentes cartas para o julgamento legal na época do senhor bispo Ato") de Clavis Canonum. W. C. Korfmacher chama de "Canones statutaque Vercellensis Ecclesiae" ("Cânones e Estatutos da Igreja de Vercelli"). Paul Collins prefere a forma abreviada "Capitulare" ("Capitulário"). Porém, é óbvio que os três estão fazendo referência à mesma obra, viz. a compilação de leis de Ato já com suas adições.
Nela, Ato reuniu leis já existentes coletadas de diversas fontes: decretos e cartas de diversos papas, decretos de até treze diferentes concílios e o cânon de Teodulfo de Orleães. Partes das decretais utilizadas foram obtidas numa coleção conhecida como "Falsas Decretais" ou Collectio Isidori Mercatoris ("Coleção de Isidoro Mercador"), uma falsificação do século IX. Alguns autores defendem que Ato trata exclusivamente de leis de sua diocese no norte da Itália.
A coleção como um todo geralmente discute a legislação a respeito da disciplina e do estilo de vida dos clérigos. Por exemplo, os cânones ali reunidos exigem que clérigos conheçam bem as Escrituras e as leis canônicas, incluindo conhecimento do Credo dos Apóstolos e do Credo de Niceia de cor. Ela requer ainda que eles sejam capazes de pregar e de celebrar a missa em latim. Proíbe ações econômicas como alugar propriedades, tomar empréstimos e realizar transações comerciais em geral. Finalmente, ela prega o castigo aos que renunciam a fé pela adoração de falsos ídolos, um problema que Ato acreditava ser uma ameaça ao seu rebanho. Ato incluiu ainda alguns regulamentos voltados ao bem de seu rebanho: sua coleção inclui cânones que obrigam os clérigos a enterrarem seus paroquianos e a ensiná-los a ler e escrever.